# Milada Blekastad
Milada Blekastad (* 1. Juli 1917 in Prag; † 25. Oktober 2003 in Oslo) war eine tschechisch-norwegische Literaturhistorikerin, Übersetzerin, Kulturschaffende und Staatsstipendiatin.
Die aus der Tschechoslowakei stammende Blekastad kam als 16-Jährige nach Norwegen, wo sie Gast bei Schriftsteller Inge Krokann war. Ein Jahr später heiratete sie den Maler Hallvard Blekastad. Ihr Arbeitsfeld war umfassend, besonders beschäftigte sie sich mit Comenius und der tschechisch-norwegischen Kulturvermittlung.
Von 1957 bis 1987 lehrte sie tschechische Literatur an der Universität Oslo, wo sie 1969 den Doktorgrad mit einer Arbeit über Comenius erwarb. Sie verfasste auch eine norwegische Biographie über Comenius. Sie war Übersetzerin von Václav Havel, Ivan Klíma, Milan Kundera, Ludvík Vaculík und Karel Čapek. Im Jahre 1970 erhielt sie das norwegische Staatsstipendiat, sie erhielt den Bastianpreis im Jahre 1969 für die Übersetzung von Ludvík Vaculíks Das Beil. Sie wurde 1997 mit der tschechischen Verdienstmedaille ausgezeichnet und dem Preis der Unterzeichnergruppe der Charta 77 für ihren Einsatz für tschechische Literatur.

## Schriften
- als Herausgeberin: Unbekannte Briefe des Comenius und seiner Freunde. 1641–1661 (= Veröffentlichungen der Comeniusforschungsstelle im Institut für Pädagogik der Ruhr-Universität Bochum. Nr. 7). Aloys Henn, Ratingen u. a. 1976, ISBN 3-450-01080-8.